# Ransprung
Ein Ransprung (englisch: cut in) ist ein Filmschnitt mit Wechsel auf einen kleineren Bildausschnitt, von der gleichen Position aus aufgenommen. Gegenteilig wird der Begriff Cut Out verwendet.
Diese Technik des abgestuften Zoomens wird häufig angewandt, wenn man etwa von einer halbnahen Einstellung auf die Großaufnahme einer Person springt. Hierbei darf die Achse, auf der die Kamera mit dem gefilmten Objekt steht, nicht verlassen werden. So handelt es sich beispielsweise nicht um einen Cut In oder Cut Out, wenn die erste Einstellung von rechts und die zweite von links neben einem Objekt gefilmt worden ist.